# Местлін
Местлін (нім. Mestlin) — громада в Німеччині, розташована в землі Мекленбург-Передня Померанія. Входить до складу району Людвігслуст-Пархім. Складова частина об'єднання громад Гольдберг-Мільденіц.
Площа — 32,56 км2. Населення становить 755 ос. (станом на 31 грудня 2020).

## Галерея

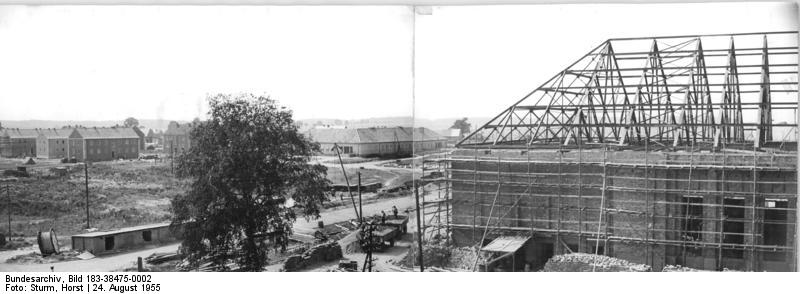
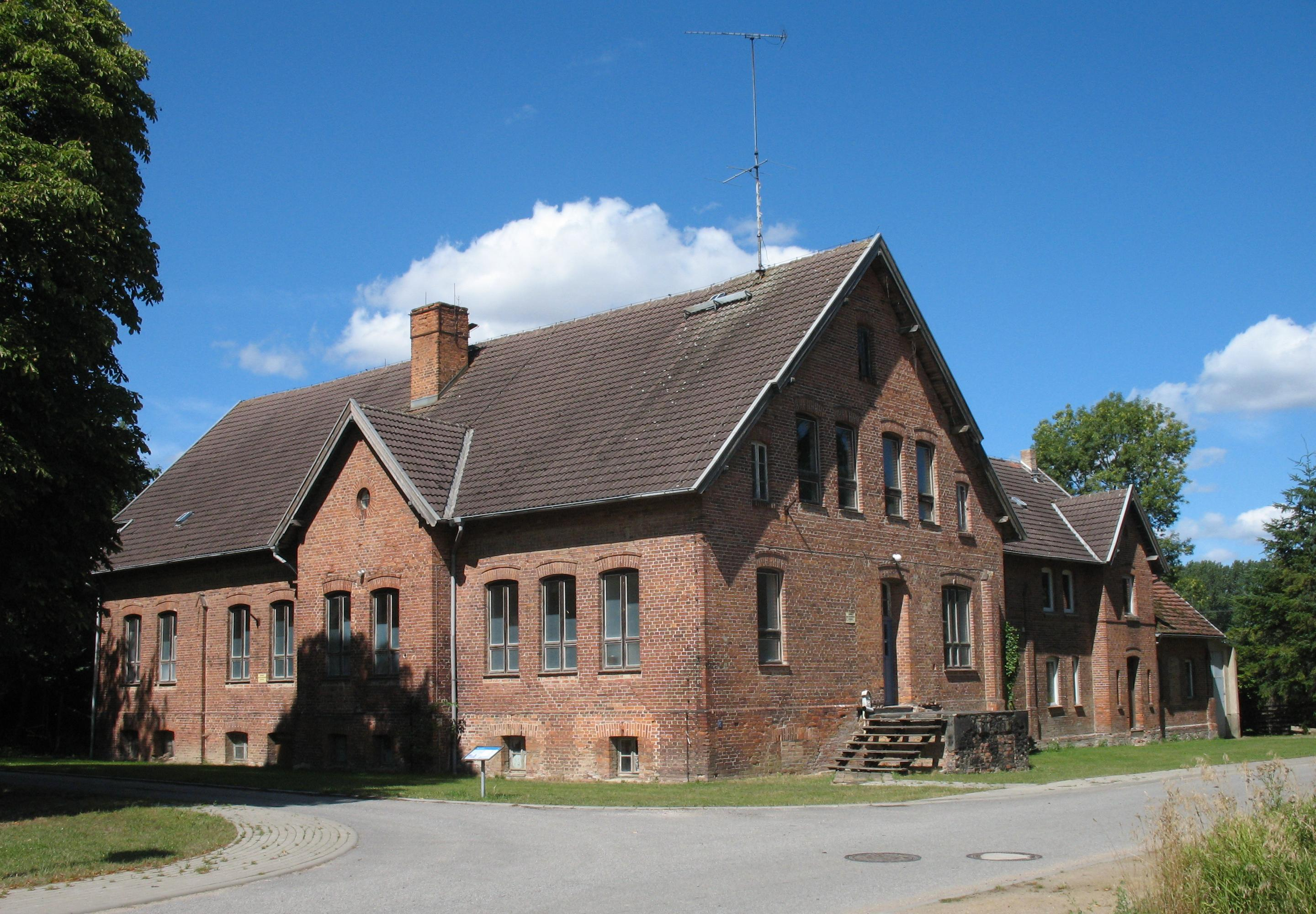
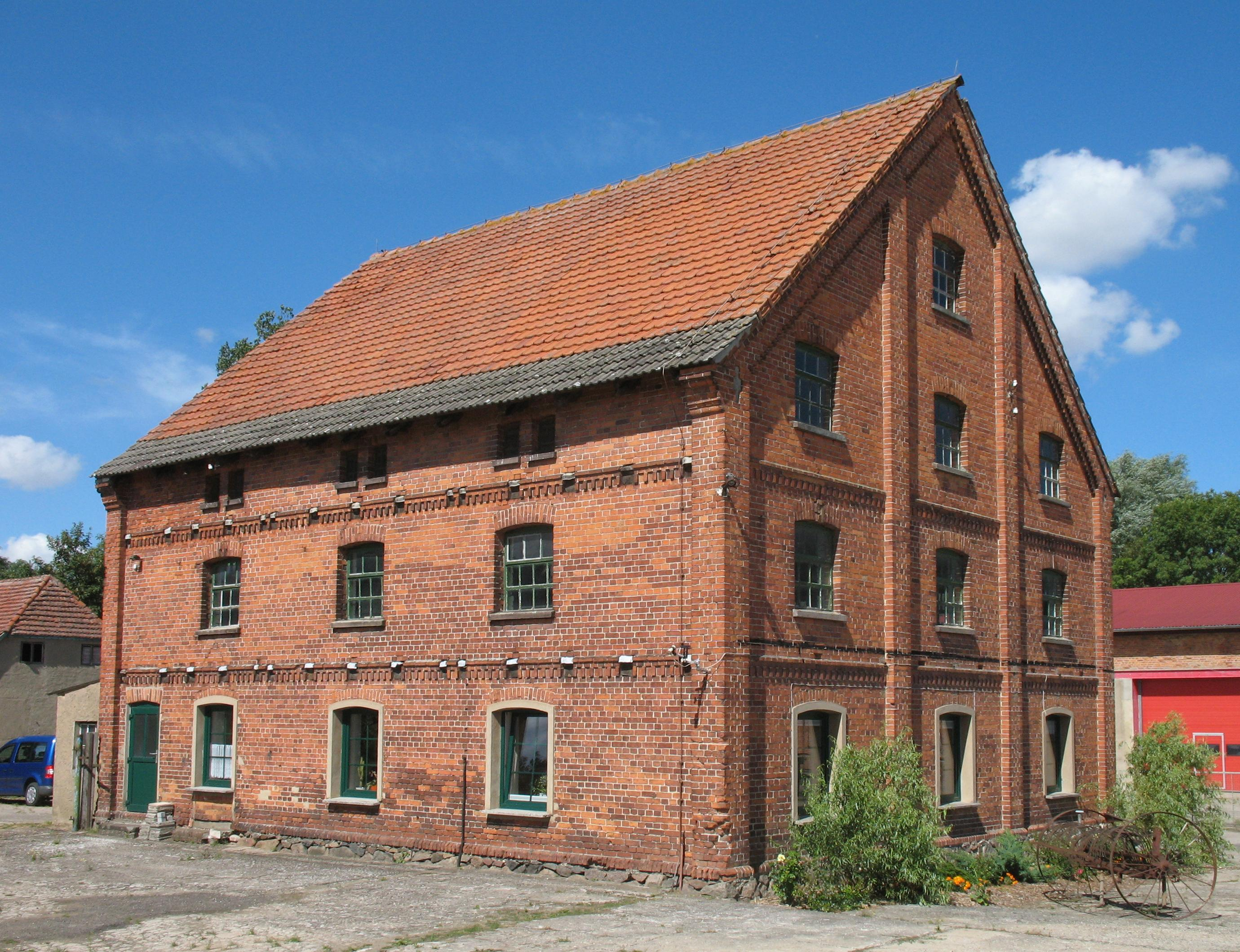